# Dębina (województwo lubuskie)
Dębina – osada w Polsce położona w województwie lubuskim, w powiecie wschowskim, w gminie Sława.
W latach 1975–1998 miejscowość administracyjnie należała do województwa zielonogórskiego.